# コンスタンティン・フォン・ノイラート
コンスタンティン・ヘルマン・カール・フライヘア・フォン・ノイラート（ドイツ語: Konstantin Hermann Karl Freiherr von Neurath、1873年2月2日 - 1956年8月14日）は、ドイツの貴族、外交官、政治家。外務大臣（1932年 - 1938年）、ベーメン・メーレン保護領総督 （1939年 - 1941年）を歴任した。第二次世界大戦後、ニュルンベルク裁判で戦争犯罪人として懲役15年の判決を受けた。

## 来歴

### ドイツ帝国時代
ヴュルテンベルク王国クライングラットバッハ(Kleinglattbach)に生まれる。父は荘園領主でヴュルテンベルク王国宮廷役人のコンスタンティン・ゼバスチャン・フォン・ノイラート男爵(de:Konstantin Sebastian von Neurath)。

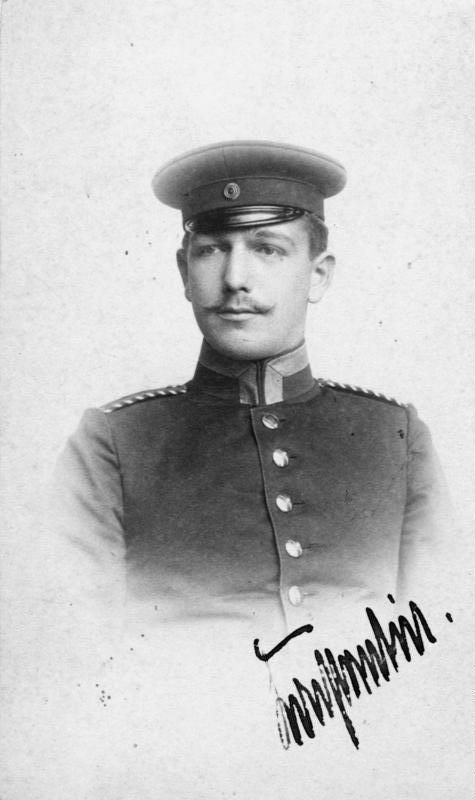
1893年のノイラート

テュービンゲン大学とベルリン大学で法学を学び博士号を取得。
故郷ヴュルテンベルク王国の法務官僚となるが、1901年にドイツ外務省へ入省。同年結婚して二児をもうける。1903年から1908年まで駐ロンドン大使館副領事を務め、その後6年間、外務省本省に参事官として勤務し、1914年から1916年まで駐コンスタンチノープル大使館の参事官として奉職する。第一次世界大戦中の1916年にはヴュルテンベルク王国軍擲弾兵連隊に予備役将校として従軍した。1917年から翌年までヴュルテンベルク王国内閣首班(Chef des württembergischen Zivilkabinetts)に就任し、ヴュルテンベルク王ヴィルヘルム2世の側近くに仕えた。

### ヴァイマル共和国時代

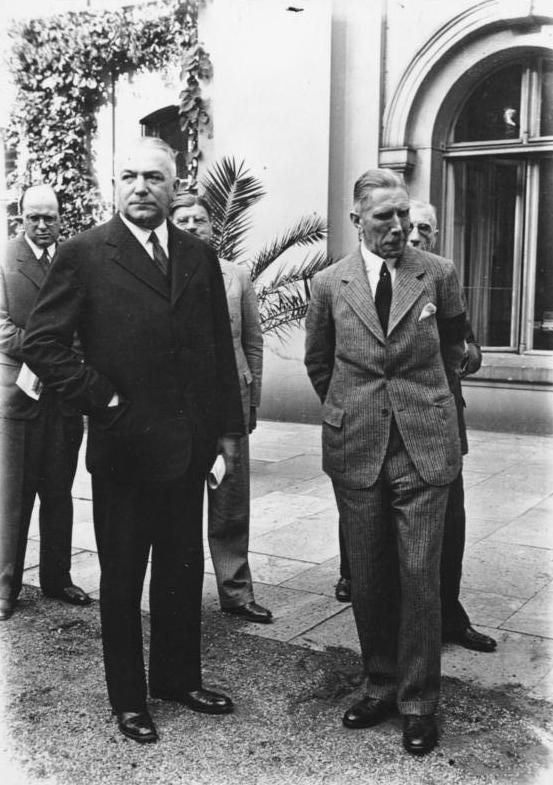
1932年6月、パーペン内閣成立の際の写真。ノイラート外相とパーペン首相

第一次世界大戦後フリードリヒ・エーベルト大統領の要請で外務省に復した。1919年にデンマーク公使、1921年から1930年までイタリア大使を務めた。イタリア大使在任中にベニート・ムッソリーニのファシズムに感銘を受けている。1930年から1932年まで駐英大使に就任。貴族出身のノイラートはヒンデンブルク大統領のお気に入りで、1929年にグスタフ・シュトレーゼマン外相が急死したときはその後任に取りざたされたが、議会の支持を得られず沙汰やみとなった。
1932年6月2日に大統領内閣として発足したパーペン内閣で外務大臣に就任。大統領ヒンデンブルクの強い要望を受けての就任だった。ノイラートもそうだが、閣僚に貴族が多いため「男爵内閣」と揶揄された。1932年6月16日からドイツの賠償問題に関するローザンヌ会議がイギリス首相ラムゼイ・マクドナルドを議長として行われ、ノイラートは、首相フランツ・フォン・パーペン、蔵相ルートヴィヒ・シュヴェリン・フォン・クロージク伯爵、経済相ヘルマン・ヴァルムボルト(de)らとともに同会議に出席した。その結果、7月9日に締結されたローザンヌ協定によってドイツは賠償金額をだいぶ減らされたが、なお30億マルクの支払いを要求された。首相パーペンと内閣の最大の実力者クルト・フォン・シュライヒャー国防相が対立を深めると1932年12月2日の閣議でノイラートは蔵相クロージクとともにシュライヒャー断固支持を表明し、パーペンの失脚に一役買った。12月3日に成立したシュライヒャー内閣にも外相として留任した。シュライヒャー内閣は1933年1月28日に倒閣したが、その後を受けて1月30日に成立したアドルフ・ヒトラー内閣でも留任することになる。

### ナチ党政権下

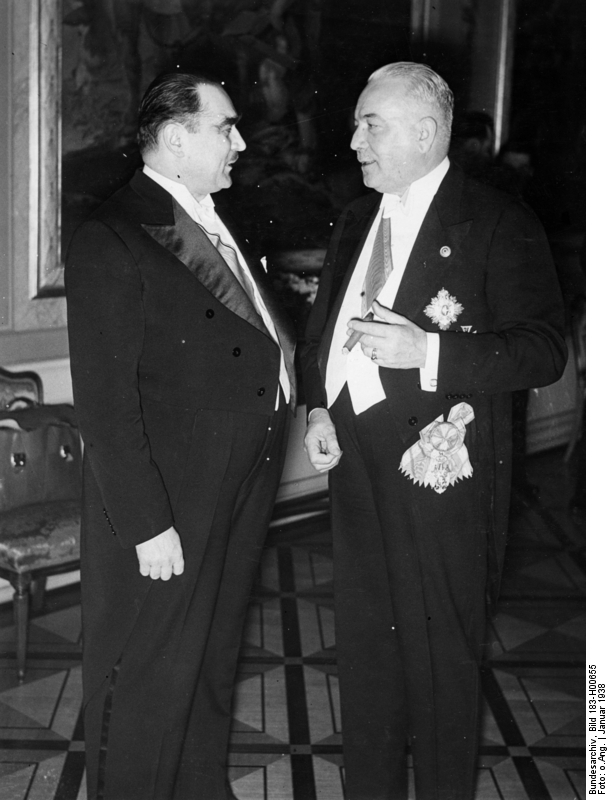
1938年1月15日、ユーゴスラヴィア首相ミラン・ストヤディノヴィッチ（左）とドイツ外相ノイラート（右）。

1933年1月30日にアドルフ・ヒトラー内閣が成立した。ノイラートは引き続き外相を務めた。貴族出身かつ外務官僚として国際的知名度が高く、ヒンデンブルグのお気に入りだったノイラートは、ヒトラー・パーペンに次ぐ事実上の政権ナンバー3の地位にあり、パーペンやシャハトと並んで実務経験の乏しいヒトラー内閣に威信を与える役割を担っていた。
ヒトラーの指示を受けて1933年10月14日にドイツを国際連盟から脱退させた。代わってヒトラーはポーランドとの不可侵条約の締結を企図し、ノイラートにその交渉にあたらせた。結果、1934年1月26日にはポーランドとの間に10年期限の不可侵条約が締結された。
しかし、次第にヒトラーの私的外交顧問であるヨアヒム・フォン・リッベントロップが頭角を現し、ノイラートの外交活動は制限を受ける事が多くなっていった。英独海軍協定(en)の交渉に当たってリッベントロップは艦船保有比率をドイツ35対イギリス100で交渉すべきと提案したが、ノイラートはそれではイギリスは応じないだろうと見て、もっと要求を下げるべきだと主張したが、ヒトラーはリッベントロップを支持した。ヒトラーは1935年6月1日にリッベントロップをこの問題の全権大使に任じてイギリスとの交渉にあたらせた。折しも5月2日に仏ソ相互援助条約が締結されていた事もあり、イギリス側がドイツのこの提案に応じて交渉は成功した。こうして1935年6月26日に英独海軍協定が締結された。ノイラートの外務省の面目は丸つぶれとなった。1936年3月7日にドイツ軍はラインラント進駐を行ったが、その事後収拾外交もリッベントロップが中心となって行った。
1937年にはナチ党に入党した。また同年9月には親衛隊（SS）に名誉親衛隊中将として入隊した（1943年6月19日に親衛隊大将に昇進）。
だがその後ヒトラーの戦争計画に反対し、1938年2月4日に外相を解任。無任所大臣として閣内に留まったものの、外交政策は後任の外相であるリッベントロップが取り仕切り、完全に蚊帳の外に置かれてしまった。

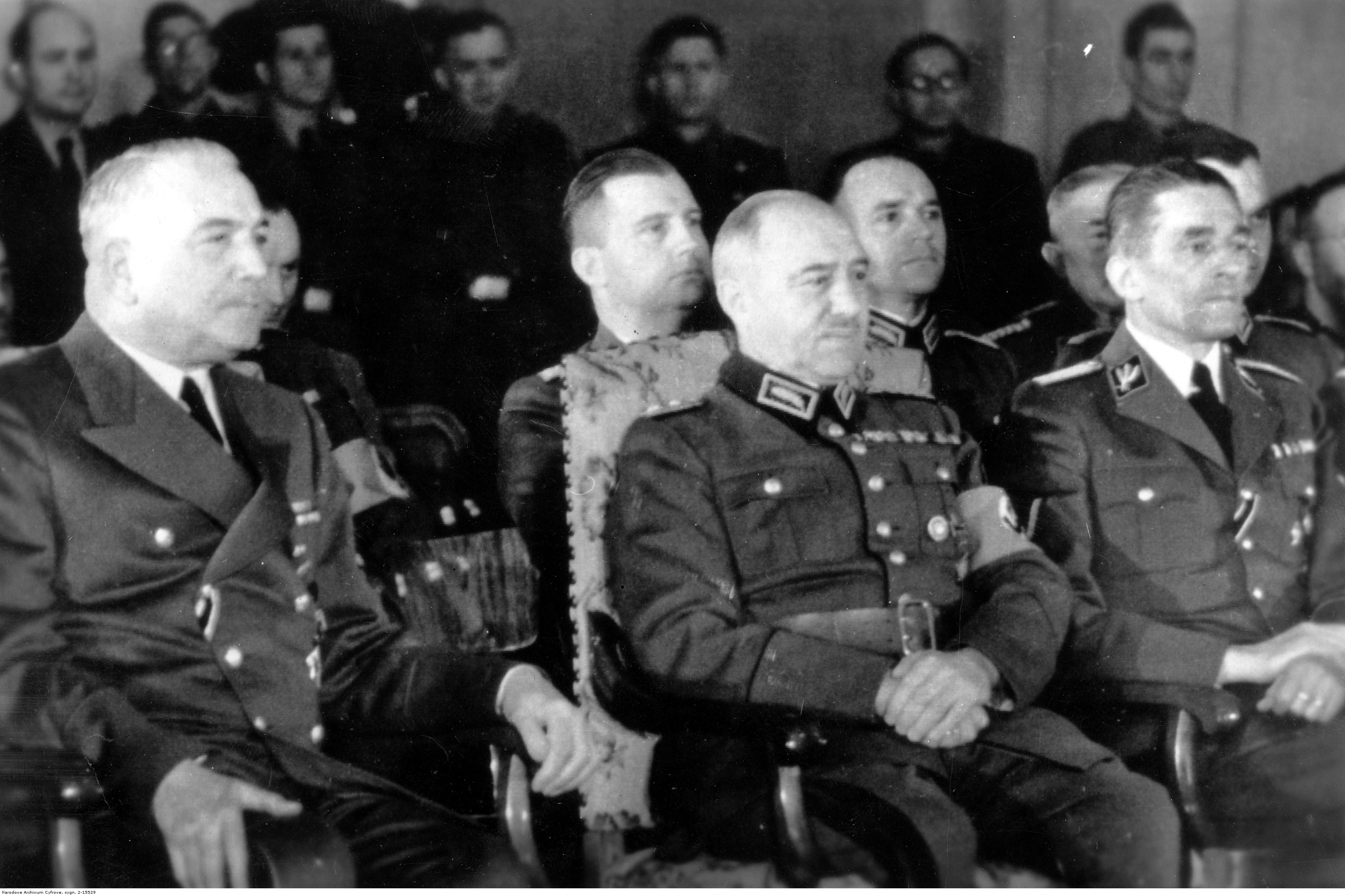
1941年、前列左からノイラート、コンスタンティン・ヒールル、カール・ヘルマン・フランク

翌1939年にベーメン・メーレン保護領総督に就任し、第二次世界大戦中はチェコ人のレジスタンス鎮圧などにあたった。ただ、ノイラートは全体的には穏健な統治をおこない、強権的統治を求めるヒトラーからは失望された。しかし、ノイラートにとっては、戦後この統治方法が幸いする。1941年には副総督職が新設され、国家保安本部長官ラインハルト・ハイドリヒが副総督としてプラハに赴任してきた。ハイドリヒはチェコ全土に激しい弾圧をおこない、ノイラートは実権を喪失していった。ハイドリヒ暗殺後も後継の副総督となったクルト・ダリューゲや親衛隊及び警察高級指導者のカール・ヘルマン・フランク（後、ベーメン・メーレン保護領担当国務相）に実権を奪われた。さらに1943年8月24日には総督を辞職することとなり、前内相ヴィルヘルム・フリックと交代している。以降直接政治に関係することはなくなった。

### ニュルンベルク裁判

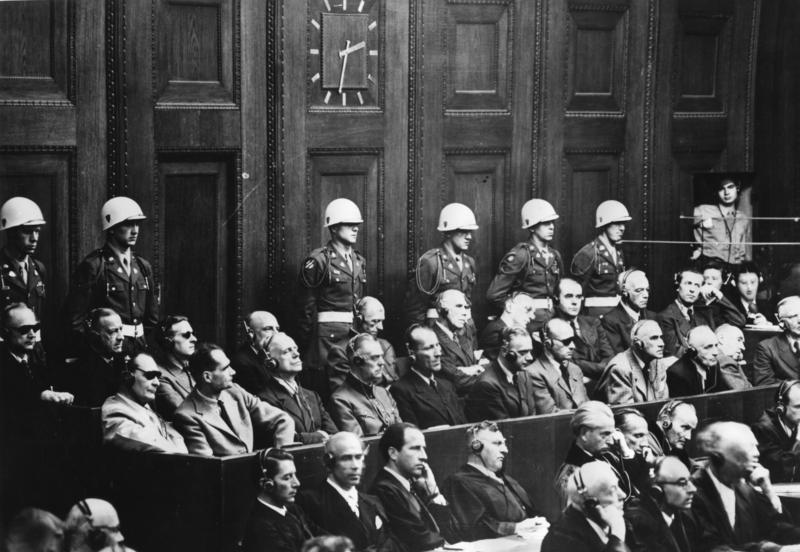
1945年、ニュルンベルク裁判。後列右端から二人目がノイラート。

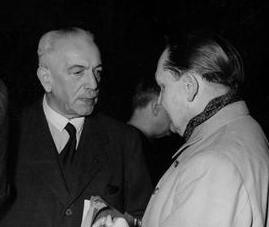
1946年、ニュルンベルク裁判の際のノイラートとゲーリング

終戦時にフランス軍に逮捕され、ニュルンベルク裁判で戦犯として起訴された。ノイラートは起訴第一事項「共同謀議」、起訴第二事項「平和に対する罪」、起訴第三事項「戦争犯罪」、起訴第四事項「人道に対する罪」と全ての起訴事項において起訴された。
ニュルンベルク裁判でノイラートは後列一番端のハンス・フリッチェの隣の席をあてがわれたこともあって目立たない被告だった。また彼はこの時期にはすでに初期老人性認知症の傾向がみられた。ちなみに、ニュルンベルク刑務所付心理分析官グスタフ・ギルバート大尉が、開廷前に被告人全員に対して行ったウェクスラー・ベルビュー成人知能検査によると、ノイラートの知能指数は125であった。
ノイラートは1946年6月22日に検察の反対尋問を受けた。ヴェルサイユ条約の一方的破棄について追及されたノイラートは「ヴェルサイユ条約はドイツ国民が耐えられるものではなかった」「私は平和的手段でヴェルサイユ条約を取り除くべきだと考えていた」と証言した。つづいて1936年3月のラインラント進駐について追及されると「仏ソ相互援助条約交渉はドイツの西部国境の脅威であったので一個師団の兵力でラインラントを象徴的に占領することはヴェルサイユ条約の違反とはならない。」と証言した。さらに1938年3月のオーストリア併合についての追及では「フランツ・フォン・パーペンが自分の頭越しにヒトラーと相談して決めたことだ」と証言してオーストリア併合への自身の関与を否定した。ベーメン・メーレン保護領総督時代のことについては「私はカール・ヘルマン・フランクの専横を抑え、多くのチェコ人を投獄の運命から守った」「私はヒトラーにチェコを独立させてやるべきだと進言した」と証言したが、これに対してイギリス検事デーヴィット・マクスウェル＝ファイフ(en)はノイラートがヒトラーに提出したチェコの完全植民地化を求める報告書を証拠として提出し、このノイラートの主張を崩した。その報告書の中でノイラートは「人種的にドイツ人と融合できるチェコ人だけを保護領に残しておき、ドイツ人と水と油のようなチェコ人は追放するか『特別処置』を下すことが必要である」と主張していた。ノイラートはこれにかなり狼狽した。彼は「フランクが勝手に書いたものであり、私は知らない」と主張したが、ファイフはすかさずヒトラー、ノイラート、フランクの三者会談記録を提出した。この会談でノイラートは先の報告の内容を裏書きしてヒトラーから承認を得ていた。ノイラートはこれに対して一切反論できなかった。彼は辛うじて「しかし私は間もなく辞職した。一切の責任は私の後任であるラインハルト・ハイドリヒにある」と述べて証言台から離れた。
10月1日に全被告に判決が下った。まず全被告人が法廷に召集され、一人ずつ判決文が読み上げられた。法廷はノイラートについて「国際連盟の下における軍縮会議から脱退するようヒトラーに勧告した」「ラインラントを再占領せんとするヒトラーの決定に重要な関与があった」「自己の統治領域（ベーメン・メーレン保護領）においてノイラートはドイツが東方で行う侵略戦争に重要な役割を果たした」「戦争犯罪や人道に対する犯罪が彼の統治下で行われた」として四訴因すべてにおいて有罪と判決した。しかし一方で「次の事が減刑事由として考慮できる。すなわちノイラートが1939年9月1日に逮捕されたチェコ人の多く、さらに同年秋に逮捕された学生の多くを釈放するよう保安警察やゲシュタポに干渉していることである。また1941年にヒトラーは彼の政府が苛烈ではないことを叱責している。」とも判決した。その後個別に言い渡される量刑判決でノイラートは禁固15年の判決を受けた。

### シュパンダウ刑務所
ノイラート含む禁固刑を受けた7人の戦犯たちはしばらくニュルンベルク刑務所で服役を続けていたが、1947年7月18日にDC-3機でベルリンへ移送され、護送車でシュパンダウ刑務所に送られてそこに投獄された。
同刑務所の米軍管理官ユージン・バード(en)大佐はノイラートの第一印象について「彼はとても丁寧で老紳士と言った印象を受けた。優れたマナーを身につけているようだった。二・三言話すだけの時でも微笑を絶やさなかった」と語っている。
ノイラートはチョコレートが好きで刑務所の所員の誰かを取り込んだらしくチョコレートを隠し持って食べていた。刑務所側はやがてこれに気付いたが、いくらノイラートを問い詰めてもチョコレートを渡した人物の名前を明かそうとはしなかった。
またノイラートはかなり健康を害しており、やがて作業はできなくなった。言語症にもなった。刑務所の医師もノイラートが早足で歩くのは危険であり、階段を下りる時にはアルベルト・シュペーアやバルトゥール・フォン・シーラッハなど若い囚人に支えさせたほうがよいと述べていた。
1953年7月には心臓発作で危険な容態に陥った。更に1954年9月2日にも心臓発作で危篤状態に陥り、ノイラート死去に備えて刑務所内に埋葬する準備が進められたが、奇跡的にノイラートの容態は持ち直した。アメリカ・イギリス・フランスはかねてから彼を釈放するよう求めていたが、ソ連が反対し続けたせいで実現していなかった。しかしこの件の後にソ連が突然釈放に同意したため、ついにノイラートの釈放が決定した。1954年11月6日にノイラートは釈放された。
その2年後、隠棲先のエンツヴァイヒンゲン（de:Enzweihingen）で喘息の発作に襲われて死去した。

## 栄典

### 外国勲章
- 1937年11月8日 - 勲一等旭日大綬章[32]